# Stanisław Biegański (historyk)
Stanisław Józef Tadeusz Biegański (ur. 8 marca 1894 we Lwowie, zm. 6 kwietnia 1994 w Londynie) – polski historyk, doktor filozofii i pułkownik dyplomowany piechoty Wojska Polskiego, kawaler Orderu Virtuti Militari.

## Życiorys
Był synem Antoniego, inżyniera, i Zofii z Kijańskich. W latach 1911–1914 i 1923–1925 studiował na Uniwersytecie im. Jana Kazimierza we Lwowie i uzyskał tam doktorat z filozofii. Brał udział w pracach organizacji Zarzewie i Drużynach Strzeleckich.
W czasie I wojny światowej służył w I batalionie I Brygady Legionów, a 7 stycznia 1915 roku dowodził oddziałem karabinów maszynowych w 2 pułku piechoty Legionów. Od listopada 1915 roku do końca października 1918 roku w niewoli rosyjskiej na Syberii. Tam wstąpił do 5 Dywizji Syberyjskiej, gdzie sprawował funkcję dowódcy kompanii karabinów maszynowych. W szeregach tej formacji walczył do jej rozbicia pod Brusnojarskiem w 1920 roku. W lipcu 1920 roku przedostał się do Polski. W czasie wojny z bolszewikami walczył jako dowódca kompanii w 34 pułku piechoty. Po wojnie został zastępcą pełnomocnika MSZ ds. Repatriacji, następnie w latach 1923–1925 był wychowawcą w Korpusie Kadetów Nr I we Lwowie, w latach 1925–1926 dowódcą batalionu w 2 pułku piechoty Legionów. W latach 1927–1929 był słuchaczem Kursu Normalnego Wyższej Szkoły Wojennej w Warszawie. Po ukończeniu studiów otrzymał dyplom naukowy oficera dyplomowanego i przeniesiony został do Wojskowego Biura Historycznego. Później został zastępcą, a następnie dowódcą 7 pułku piechoty Legionów w Chełmie. Od 19 (lub od 21) lutego 1938 do 30 sierpnia 1939 roku dowodził 31 pułkiem Strzelców Kaniowskich stacjonującym od kwietnia 1938 w Sieradzu. Z tego stanowiska został odwołany przez szefa Sztabu Głównego, generała brygady Wacława Stachiewicza na wniosek dowódcy Armii „Łódź”, generała dywizji Juliusza Rómmla. Pod koniec sierpnia 1939 roku mianowano go oficerem łącznikowym Naczelnego Dowództwa z Ministerstwem Spraw Zagranicznych.
Był jednym z założycieli Związku Sybiraków, powstałego w 1928. 
Po zakończeniu kampanii wrześniowej przedostał się do Francji, gdzie prowadził szkolenie polskiej kadry oficerskiej. Służbę tę kontynuował w Anglii do 1942 roku, a następnie został przeniesiony do ZSRR, gdzie powierzono mu funkcję zastępcy komendanta Centrum Wyszkolenia Armii. Na tym stanowisku pełnił służbę także na Środkowym Wschodzie i we Włoszech (pod koniec tego okresu został komendantem) – aż do sierpnia 1944 roku, kiedy to został kierownikiem Komisji Doświadczeń Wojennych kontynuując tę pracę także w Wielkiej Brytanii. Od 15 sierpnia do 21 października 1944 roku dowodził 1 Brygadą Strzelców Karpackich.
Po wojnie osiadł w Londynie. Był honorowym członkiem Instytutu Józefa Piłsudskiego w Nowym Jorku, honorowym członkiem Instytutu Polskiego i Muzeum gen. Władysława Sikorskiego w Londynie. Był także profesorem Polskiego Uniwersytetu na Obczyźnie. Członek Polskiego Towarzystwa Naukowego na Obczyźnie i przewodniczący Komisji Historycznej PTNO. Opracował i wydał 45 prac historycznych.
Zmarł w Londynie 6 kwietnia 1994 roku w wieku 100 lat. Został pochowany na cmentarzu w Gunnersbury. Instytut J. Piłsudskiego w Londynie poświęcił jego pamięci XXI tom Tek Historycznych.
16 stycznia 1927 ożenił się z Wandą Emilią Chodorowicz (ur. 1 maja 1899, zm. 24 lutego 1982 w Londynie) – organizatorka oddziałów żeńskich Dowództwa Obrony Warszawy w 1920, działaczka społeczna. Miał dwóch synów: Władysława Janusza (ur. 1927) i Jana Antoniego (ur. 1933).

## Awanse
- chorąży – 29 września 1914
- podporucznik – 31 stycznia 1915
- major – 31 marca 1924 ze starszeństwem z dniem 1 lipca 1923 i 30. lokatą w korpusie oficerów zawodowych piechoty
- podpułkownik – 14 grudnia 1931 ze starszeństwem z dniem 1 stycznia 1932 i 3. lokatą w korpusie oficerów zawodowych piechoty
- pułkownik – ?[potrzebny przypis]

## Ordery i odznaczenia
- Krzyż Srebrny Orderu Wojskowego Virtuti Militari
- Krzyż Komandorski z Gwiazdą Orderu Odrodzenia Polski (1 maja 1993)
- Krzyż Komandorski Orderu Odrodzenia Polski (3 maja 1987)[7]
- Krzyż Niepodległości (20 stycznia 1931)[8]
- Krzyż Oficerski Orderu Odrodzenia Polski (14 sierpnia 1978)[9]
- Krzyż Kawalerski Orderu Odrodzenia Polski (11 listopada 1936)[10]
- Krzyż Walecznych (dwukrotnie)
- Złoty Krzyż Zasługi z Mieczami
- Złoty Krzyż Zasługi (25 maja 1939)[11]
- Złota odznaka honorowa Koła Lwowian w Londynie (1970)[12]

## Wybrane publikacje
Był encyklopedystą. Został wymieniony w gronie edytorów ośmiotomowej Encyklopedii wojskowej wydanej w latach 1931–1939 gdzie zredagował hasła związane z historią wojny polsko-rosyjskiej 1918–1920. Wchodził w skład komitetu redakcyjnego tej encyklopedii .
Opublikował również:
- Działania 2 Korpusu we Włoszech, t. 1, z przedm. Władysława Andersa, Londyn: Komisja Historyczna 2-go Korpusu 1963.
- Pierwsze próby prof. Henryka Jabłońskiego przekształcenia najnowszej historiografii polskiej, Londyn: Polskie Towarzystwo Historyczne w Wlk. Brytanii 1959.
- U progu niepodległości Polski: wrzesień 1918–marzec 1919, praca zbiorowa pod red. Stanisława Biegańskiego Londyn: Polska Fundacja Kulturalna – Instytut Józefa Piłsudskiego w Londynie 1990.
- Wysiłek zbrojny w II wojnie światowej, pod red. Stanisława Biegańskiego i Aleksandra Szkuty, Londyn: Polskie Towarzystwo Naukowe na Obczyźnie 1988.